# 朗廷酒店 (伦敦)
朗廷酒店（英語：Langham Hotel）是伦敦一座传统豪华酒店，位于马里波恩波特兰坊。

## 历史
朗廷酒店建于1863年到1865年，建筑师为约翰·吉尔斯（John Giles），建筑承包商为卢卡斯兄弟（Lucas Brothers）。当时花费30万英镑（相当于2021年的£30,515,436），是伦敦最大最时髦的酒店，曾多次被用作電影拍攝場地。